# Краснодарски край
Краснодарски край (на руски: Краснодарский край) е субект на Руската федерация, влизащ в състава на Южния федерален окръг. Площ – 75 485 km² (41-во място в Руската федерация, 0,44% от нейната площ). Население към 2018 г. – 5 603 420 души (3-то място след Москва и Московска област в Руската федерация, 3,79% от цялото население). Административен център град Краснодар. Разстояние от Москва до Краснодар – 1539 km.

## Историческа справка
Краснодарският край е образуван на 13 септември 1937 г., след като е изваден от състава на Азово-Черноморския край. До 3 юли 1991 г. в неговия състав влиза Адигейската автономна област, преобразувана в Република Адигея, субект на Руската федерация.

## Географска характеристика

### Географско положение, граници, големина
Краснодарският край е разположен в южната част на Европейска Русия, в западните части на Голям Кавказ. На югозапад се мие от водите на Черно море, а на северозапад – от водите на Азовско море. Бреговата линия на Черно море е сравнително праволинейна (особено на юг) и само на север се открояват Геленджикският и Цемеският залив и полуостров Абрау. По-силно разчленена е бреговата линия в Керченския проток, където в Таманския полуостров се вдава едноименният залив, а по крайбрежието на Азовско море са разположени големите лимани Ейски, Бейсугски, Ахтарски и др. На север Краснодарският край граничи с Ростовска област, на изток – със Ставрополски край, на югоизток – с Република Карачаево-Черкезия, на юг – с Грузия, а на запад тесният Керченски проток го отделя от Република Крим. Вътре в пределите на Краснодарски край се намира анклавът Република Адигея. В тези си граници Краснодарският край има площ от 75 485 km² (41-во място по големина в Руската федерация, 0,44% от нейната площ).

### Релеф
Територията на Краснодарския край се поделя на две части: планинска (1/3) и равнинна (2/3). Планинската част се отнася към западния край на планината Голям Кавказ, която в тази си част е съставена от участък от високопланинската част на Западен Кавказ, със своите югозападни и североизточни склонове и предпланински части и средновисоките планини на Черноморски Кавказ (крайните северозападни разклонения на Голям Кавказ). Високопланинската част се простира от горното течение на река Мзимта на югоизток до връх Фища (2867 m) на северозапад. Тук Главният Кавказки хребет (връх Цахвоа 3345 m, Агепста 3256 m) има типичен алпийски характер. На североизток и успоредно на него са разположени Скалистият хребет и по-ниският (до 988 m) Страничен (Преден) хребет. Те представляват типични куести с асиметрични склонове – полегати югозападни и стръмни североизточни. От връх Фища на северозапад се простира система от средновисоки нагънати хребети, съставляващи Черноморски Кавказ. Във варовиковия масив Фищ-Ощен и платото Лагонаки, във варовиците и гипса на Скалистия хребет и на югоизток във варовиците в басейните на реките Хоста и Мзимта са развити карстови форми. В горното течение на река Хоста се намира най-дълбоката подземна карстова пропаст в Русия – Назаровская (около 500 m). Равнинната част на Краснодарския край обхваща основната част от Кубанската низина и включва: Кубано-Приазовската низина (височина до 120 m) на северозапад; делтата на река Кубан и Таманския полуостров с ниски (до 164 m) хълмове и кални вулкани на запад; Прикубанската наклонена равнина в центъра на Краснодарски край и западната част на Ставрополското възвишение на изток.

### Климат
В равнинните части на Краснодарски край климатът е умереноконтинентален, степен. В планините е по-влажен и прохладен, в северната част на черноморското крайбрежие има субтропичен характер (със сухо и топло лято, влажна и мека зима и характерен вятър бора), преминаващ на югоизток във влажен субтропичен. Средната януарска температура варира от -5 °C в Западното Предкавказие, до 4 °C по северното черноморско крайбрежие и 5 °C – по южното крайбрежие, средна юлска 22 – 24 °C. В планините на височина над 2000 m средната януарска температура е -7, -8 °C, а средната августовска 12 – 13 °C. Годишната сума на валежите варира от 400 – 600 mm в равнинните части до 3242 mm (хребета Ачишхо, метеостанция Красная Поляна) и повече във високопланинските райони. Вегетационният период в равнините части продължава около 220 – 240 денонощия.

### Води
Речната система на Краснодарския край е представена от 7751 реки и потоци (с дължина над 1 km) с обща дължина 29 125 km и се отнася към два водосборни басейна – Черноморски и Азовски. Към Азовския водосборен басейн се отнасят: река Кубан (отводнява 2/3 от територията на Края) с левите си притоци Уруп, Лаба, Белая, Пшиш, Псекупс и др.; малки степни реки, вливащи се директно в Азовско море – Ея и Бейсуг, и няколко малки реки на североизток, принадлещажи към водосборния басейн на река Дон. Към Черноморския водосборен басейн се отнасят малки и къси реки, водещи началото си от Голям Кавказ и вливащи се директно в Черно море – Мзимта, Шахе, Псоу и др. Голяма част от реките в Краснодарски край в горните си течения имат типичен планински характер – ждреловидни и каньоновидни долини, голям наклон и бързо течение. Реките в Края имат смесено подхранване, което зависи основно от релефа, по който протичат. За планинските реки е характерно значително разтегнато пролетно-лятно пълноводие, с максимум през април и май и епизодични дъждовни прииждания през лятото. За степните реки – пролетно пълноводие с продължително лятно маловодие, а някои от тях пресъхват.
В Краснодарски край има над 3,7 хил. естествени и изкуствени езера с обща площ около 2 хил. km². По своя произход те се делят на: крайречни (по долините на реките в Прикубанската равнина), ледникови, карстови (по североизточните склонове на Голям Кавказ), крайморски и др. Най-големите естествени езера са разположени по крайбрежието на Азовско море – Бейсугски лиман (272 km²), Кизилташки лиман, Ахтанизовски лиман и много други. Най-големи изкуствени водоеми са Краснодарското водохранилище на река Кубан (на границата с Република Адигея), Крюковското, Варнавинското. По най-високите части на Кавказ има малки ледници.

### Почви, растителност, животински свят
На равнините в Западното Предкавказие преобладават карбонатно-предкавказки черноземни почви, в планините – кафяви горски и ливадно-карбонатни почви, а по най-високите части – планинско-ливадни. Степните райони са изцяло заети от обработваеми земи. Планините са обрасли с широколистни (дъбови, букови, а в района на Туапсе и Сочи – смесени колхидски) и тъмни иглолистни (кавказка ела и смърч) гори, а още по-нагоре – субалпийски и алпийски пасища. Дървесно-храстовата растителност по северната част на черноморското крайбрежие е сходна с кримската и източносредиземноморската.
За равнините в Западното Предкавказие са характерни лисица, заек, хомяк, различни видове гризачи. В ниско и средно планинските райони обитават кафява мечка, лисица, рис, дива котка, дива свиня, благороден елен, сърна, а по най-високите части – западнокавказки тур, сърна, снежна полевка, кавказки тетерев, сокол и др.

## Население
Към 1 януари 2017 г. в Краснодарски край живеят 5 570 945 души (3-то място след Москва и Московска област в Руската Федерация, 3,79% от цялото население).
Национален състав
Национален състав на Краснодарски край по преброяването от 2002 г.:
| Народ              | Численост през 2002 г., хил. души(* Архив на оригинала от 2011-10-10 в Wayback Machine.) | Численост през 2010 г., хил. души |
| ------------------ | ---------------------------------------------------------------------------------------- | --------------------------------- |
| Руснаци            | 4436,3 (86,6 %)                                                                          | 4522,9 (88,3 %)                   |
| в том числе Казаци | 17,5 (0,3 %)                                                                             | 5,3 (0,1 %)                       |
| Арменци            | 274,6 (5,4 %)                                                                            | 281,7 (5,5 %)                     |
| Украинци           | 131,8 (2,6 %)                                                                            | 83,7 (1,6 %)                      |
| Гърци              | 26,5 (0,5 %)                                                                             | 22,6 (0,4 %)                      |
| Беларуси           | 26,3                                                                                     | 16,9 (0,3 %)                      |
| Татари             | 25,6                                                                                     | 24,8 (0,5 %)                      |
| Грузинци           | 20,5                                                                                     | 17,8 (0,3 %)                      |
| Немци              | 18,5                                                                                     | 12,2 (0,2 %)                      |
| Адигейци           | 15,8                                                                                     | 13,8 (0,3 %)                      |
| Турци              | 13,5                                                                                     | 8,5 (0,2 %)                       |
| Азербайджанци      | 11,9                                                                                     | 10,2 (0,2 %)                      |
| Цигани             | 10,9                                                                                     | 12,9 (0,3 %)                      |
| Осетини            | 4,1                                                                                      | 6,9 (0,1 %)                       |

## Административно-териториално деление
В административно-териториално отношение Краснодарски край се дели на 7 краеви градски окръга, 38 муниципални района, 26 града, в т.ч. 15 града с краево подчинение (Анапа, Армавир, Белореченск, Геленджик, Горячий Ключ, Ейск, Кропоткин, Краснодар, Кримск, Лабинск, Новоросийск, Славянск на Кубан, Сочи, Тихорецк и Туапсе) и 11 града с районно подчинение и 12 селища от градски тип.
| Административна единица | Площ (km2) | Население (2017 г.) | Административен център   | Население (2017 г.) | Разстояние до Краснодар (в km) | Други градове и сгт с районно подчинение |
| ----------------------- | ---------- | ------------------- | ------------------------ | ------------------- | ------------------------------ | ---------------------------------------- |
| Краеви градски окръзи   |            |                     |                          |                     |                                |                                          |
| І. Краснодар            | 841        | 972 952             | гр. Краснодар            | 881 476             |                                |                                          |
| ІІ. Новоросийск         | 835        | 330 504             | гр. Новоросийск          | 27 774              | 136                            |                                          |
| ІІІ. Геленджик          | 1228       | 115 464             | гр. Геленджик            | 74 887              | 177                            |                                          |
| ІV. Горячий Ключ        | 1756       | 65 045              | гр. Горячий Ключ         | 36 807              | 65                             |                                          |
| V. Сочи                 | 3502       | 492 601             | гр. Сочи                 | 411 524             | 270                            | Красная Поляна                           |
| VІ. Армавир             | 280        | 209 405             | гр. Армавир              | 190 871             | 202                            |                                          |
| VІІ. Анапа              | 982        | 186 127             | гр. Анапа                | 73 375              | 160                            |                                          |
| Муниципални райони      |            |                     |                          |                     |                                |                                          |
| 28. Абински             | 1624       | 96 854              | гр. Абинск               | 38 830              | 75                             | Ахтирски                                 |
| 26. Анапски             | 982        | 76 904              | гр. Анапа                |                     | 160                            |                                          |
| 31. Апшеронски          | 2443       | 101 303             | гр. Апшеронск            | 41 632              | 357                            | гр. Хадиженск, Нефтегорск                |
| 30. Белоглински         | 1494       | 30 570              | с. Белая Глина           | 16 901              | 206                            |                                          |
| 5. Белореченски         | 1326       | 108 725             | гр. Белореченск          | 52 264              | 311                            |                                          |
| 10. Брюховецки          | 1376       | 50 907              | ст-ца Брюховецкая        | 23 715              | 93                             |                                          |
| 11. Виселковски         | 1740       | 59 239              | ст-ца Виселки            | 19 426              | 84                             |                                          |
| 24. Гулкевички          | 1396       | 99 202              | гр. Гулкевичи            | 34 360              | 150                            | Гирей, Красноселски                      |
| 20. Дински              | 1362       | 141 442             | ст-ца Динская            | 34 848              | 28                             |                                          |
| 1. Ейски                | 2120       | 135 483             | гр. Ейск                 | 84 259              | 247                            |                                          |
| 23. Кавказки            | 1227       | 123 096             | гр. Кропоткин            | 79 152              | 136                            |                                          |
| 17. Калинински          | 1500       | 51 135              | ст-ца Калининская        | 13 885              | 113                            |                                          |
| 6. Каневски             | 2483       | 103 713             | ст-ца Каневская          | 44 386              | 130                            |                                          |
| 19. Кореновски          | 1433       | 86 480              | гр. Кореновск            | 41 823              | 64                             |                                          |
| 16. Красноармейски      | 1899       | 104 756             | ст-ца Полтавская         | 26 490              | 142                            |                                          |
| 5. Криловски            | 1363       | 35 933              | ст-ца Криловская         | 13 621              | 195                            |                                          |
| 27. Кримски             | 1601       | 133 659             | гр. Кримск               | 57 254              | 87                             |                                          |
| 32. Курганински         | 1590       | 105 464             | гр. Курганинск           | 48 964              | 248                            |                                          |
| 4. Кущевски             | 2372       | 65 836              | ст-ца Кущевская          | 29 241              | 228                            |                                          |
| 37. Лабински            | 1843       | 98 545              | гр. Лабинск              | 60 889              | 281                            |                                          |
| 7. Ленинградски         | 1416       | 63 735              | ст-ца Ленинградская      | 36 940              | 216                            |                                          |
| 36. Мостовски           | 3750       | 70 468              | сгт Мостовской           | 25 131              | 307                            | Псебай                                   |
| 33. Новокубански        | 1823       | 87 332              | гр. Новокубанск          | 35 437              | 187                            |                                          |
| 13. Новопокровски       | 2156       | 42 901              | ст-ца Новопокровская     | 19 648              | 185                            |                                          |
| 38. Отрадненски         | 2452       | 64 014              | ст-ца Отрадная           | 24 397              | 318                            |                                          |
| 8. Павловски            | 1789       | 66 892              | ст-ца Павловская         | 33 007              | 180                            |                                          |
| 9. Приморско-Ахтарски   | 2503       | 59 425              | гр. Приморско-Ахтарск    | 31 925              | 151                            |                                          |
| 29. Северски            | 2122       | 118 973             | ст-ца Северская          | 24 867              | 34                             | Афипски, Илски, Черноморски              |
| 15. Славянски           | 2199       | 132 468             | гр. Славянск на Кубан    | 66 014              | 130                            |                                          |
| 3. Старомински          | 1030       | 40 877              | ст-ца Староминская       | 29 809              | 180                            |                                          |
| 22. Тбилиски            | 992        | 48 692              | ст-ца Тбилиская          | 25 317              | 105                            |                                          |
| 32. Темрюкски           | 1957       | 124 077             | гр. Темрюк               | 40 108              | 193                            |                                          |
| 25. Тимашевски          | 1506       | 111 544             | гр. Тимашьовск           | 52 527              | 73                             |                                          |
| 12. Тихорецки           | 1825       | 118 302             | гр. Тихорецк             | 58 982              | 136                            |                                          |
| 35. Туапсински          | 2366       | 130 272             | гр. Туапсе               | 62 841              | 439                            | Джубга, Новомихайловски                  |
| 34. Успенски            | 1130       | 40 807              | с. Успенское             | 12 409              | 232                            |                                          |
| 21. Уст Лабински        | 1511       | 109 617             | гр. Уст Лабинск          | 41 348              | 62                             |                                          |
| 2. Шчербиновски         | 1377       | 36 109              | ст-ца Старошчербиновская | 17 427              | 213                            |                                          |

## Селско стопанство
Отглежда се едър рогат добитък, свине, овце, кози, птици, зърнени култури, технически, фуражни култури, картофи, зеленчуци, грозде и чай. Има пчеларство.
| хиляди хектара | 4306 | 3902,6 | 3747,8 | 3669,5 | 3531,7 | 3634,4 | 3679 |